# Нокиа Арена
«Нокиа Арена» (фин. Nokia-areena; финская пресса часто употребляет название Тампере Палуб Арена, фин. Tampereen Kannen areena) — крытая арена в Тампере, Финляндия. Здесь проводятся игры по хоккею с шайбой и крупные культурные мероприятия, в том числе чемпионат мира 2022 года среди мужчин. Это также домашняя арена Ильвеса и Таппара из Лиига. Её строительство было одобрено городским советом Тампере 19 мая 2010 года.
После задержек строительство арены и прилегающего к ней коммерческого / жилого небоскрёба было окончательно утверждено, и строительство началось в январе 2018 года. Окончательный план предусматривает строительство палубы над существующими железнодорожными путями. Эта колода будет иметь многоцелевую арену (не менее 13 455 мест), офисы, коммерческую застройку, жильё, гостиницу и казино. Общее видение было разработано Даниэлем Либескинд. Ожидается, что арена будет завершена к декабрю 2021 года, ко времени проведения чемпионата мира по хоккею с шайбой 2022 года. Остальные работы по развитию должны быть завершены к 2024 году. Казино Тампере также откроется в связи с ареной, и по предварительным планам в казино будет работать около 80 человек. Отели Лапландии (Lapland Hotels) откроет рядом с ареной роскошный отель в 2021 году.
Первыми запланированными событиями на арене являются местные матчи Лиги чемпионов Финляндии 3 и 4 декабря 2021 года. Первоначально её планировалось открыть 15 декабря, но позже официальное открытие было перенесено на 3 декабря.

## Крупнейшие спортивные мероприятия
- Чемпионат мира по хоккею с шайбой — с 13 по 29 мая 2022 года.
- Чемпионат мира по хоккею с шайбой — с 12 по 28 мая 2023 года.